# Wayne County (Kentucky)
Wayne County ist ein County im Bundesstaat Kentucky der Vereinigten Staaten. Bei der Volkszählung im Jahr 2020 hatte das County 19.555 Einwohner und eine Bevölkerungsdichte von 16,4 Einwohnern pro Quadratkilometer. Der Verwaltungssitz (County Seat) ist Monticello. Das County gehört zu den Dry Countys, was bedeutet, dass der Verkauf von Alkohol eingeschränkt oder verboten ist.

## Geographie
Das County liegt südöstlich des geographischen Zentrums, an der Grenze zu Tennessee und hat eine Fläche von 1254 Quadratkilometern, wovon 64 Quadratkilometer Wasserfläche sind. Es grenzt in Kentucky im Uhrzeigersinn an folgende Countys: Russell County, Pulaski County  und Clinton County.

## Geschichte
Wayne County wurde am 18. Dezember 1800 aus Teilen des Cumberland County und des Pulaski County gebildet. Benannt wurde es nach General Anthony Wayne. Während des Sezessionskrieges fand hier rund um Mill Springs und im Pulaski County am 19. Januar 1862 eine Schlacht zwischen den Unionstruppen und den Konföderierten statt, die mit einem Sieg der Union und mit rund 670 Toten endete.
Das Mill Springs Battlefield hat wegen seiner besonderen geschichtlichen Bedeutung den Status einer National Historic Landmark. Insgesamt sind sieben Bauwerke und Stätten des Countys im National Register of Historic Places eingetragen (Stand 23. Oktober 2017).

## Demografische Daten

Alterspyramide des Wayne Countys (Stand: 2000)

Nach der Volkszählung im Jahr 2000 lebten im Wayne County 19.923 Menschen. Davon wohnten 184 Personen in Sammelunterkünften, die anderen Einwohner lebten in 7.913 Haushalten und 5.808 Familien. Die Bevölkerungsdichte betrug 17 Einwohner pro Quadratkilometer. Ethnisch betrachtet setzte sich die Bevölkerung zusammen aus 96,98 Prozent Weißen, 1,49 Prozent Afroamerikanern, 0,18 Prozent amerikanischen Ureinwohnern, 0,11 Prozent Asiaten und 0,47 Prozent aus anderen ethnischen Gruppen; 0,78 Prozent stammten von zwei oder mehr Ethnien ab. 1,46 Prozent der Bevölkerung waren spanischer oder lateinamerikanischer Abstammung.
Von den 7.913 Haushalten hatten 33,4 Prozent Kinder und Jugendliche unter 18 Jahre, die bei ihnen lebten. 58,9 Prozent waren verheiratete, zusammenlebende Paare, 10,6 Prozent waren allein erziehende Mütter, 26,6 Prozent waren keine Familien, 23,9 Prozent waren Singlehaushalte und in 10,4 Prozent lebten Menschen im Alter von 65 Jahren oder darüber. Die Durchschnittshaushaltsgröße betrug 2,49 und die durchschnittliche Familiengröße lag bei 2,94 Personen.
Auf das gesamte County bezogen setzte sich die Bevölkerung zusammen aus 25,3 Prozent Einwohnern unter 18 Jahren, 8,9 Prozent zwischen 18 und 24 Jahren, 28,1 Prozent zwischen 25 und 44 Jahren, 24,0 Prozent zwischen 45 und 64 Jahren und 13,6 Prozent waren 65 Jahre alt oder darüber. Das Durchschnittsalter betrug 37 Jahre. Auf 100 weibliche Personen kamen 97,8 männliche Personen. Auf 100 Frauen im Alter von 18 Jahren alt oder darüber kamen statistisch 94,9 Männer.
Das jährliche Durchschnittseinkommen eines Haushalts betrug 20.863 USD, das Durchschnittseinkommen der Familien betrug 24.869 USD. Männer hatten ein Durchschnittseinkommen von 24.021 USD, Frauen 18.102 USD. Das Prokopfeinkommen betrug 12.601 USD. 24,6 Prozent der Familien und 29,4 Prozent der Bevölkerung lebten unterhalb der Armutsgrenze. Darunter waren 34,9 Prozent der Kinder und Jugendlichen unter 18 Jahren und 31,5 Prozent der Senioren ab 65 Jahren.

## Orte im County
- Barrier
- Bethesda
- Betsey
- Burfield
- Cabell
- Cooper
- Coopersville
- Delta
- Denney
- Eadsville
- Frazer
- Frisby
- Gapcreek
- Gregory
- Griffin
- Hardwick
- Hidalgo
- Jimtown
- Kidder
- Kidds Crossing
- Low Gap
- Mill Springs
- Monticello
- Mount Pisgah
- Murl
- Number One
- Oil Valley
- Oilton
- Parmleysville
- Parnell
- Powersburg
- Pueblo
- Ramsey Island
- Rankin
- Ritner
- Rockybranch
- Sandclift
- Shearer Valley
- Short Mountain
- Slat
- Slickford
- Spann
- Steubenville
- Sumpter
- Sunnybrook
- Susie
- Swifton
- Touristville
- Wait
- Windy
- Wray Gap
- Zula